# لاري كي
لاري كي (بالإنجليزية: Larry Key)‏ هو لاعب كرة قدم كندية أمريكي، ولد في 12 يوليو 1956 في إنفيرنس في الولايات المتحدة.